# Guy Moreau
Pour les articles homonymes, voir Moreau.
Guy Moreau (1958 - ) est un auteur québécois.
Né en 1958, Guy Moreau habite à Sherbrooke en Estrie. Il est père de 3 garçons.

## Œuvres
- Histoire de Windsor, publié à compte d'auteur, en 1997
- L'Amour Mallarmé, VLB, 1999 (prix Robert-Cliche du premier roman en 1999)